# 梁栋材 (分子生物物理学家)
梁栋材（1932年5月29日—），男，广东广州人，中国分子生物物理学家，中国科学院生物物理研究所研究员。第二届和第四届全国生物物理学会理事长。中国科技大学兼职教授、华南师范大学兼职教授。

## 生平
1932年5月29日，梁栋材出生在广东省南海县泮塘乡（今广州市荔湾区逢源街道、昌华街道一带），在家中9个孩子中排第六位。父亲梁仕，母亲刘氏。因家境贫困，家中9个兄妹有2个夭折。1951年，梁栋材从广州市一中高中毕业后考入中山大学化学系，1955年毕业。因成绩优秀，学校选派梁栋材到苏联留学，在苏联科学院元素有机化合物研究所跟随导师基泰戈罗茨基教授学习X射线晶体结构分析。1960年4月在苏联科学院元素有机化合物研究所研究生毕业，获副博士学位。
1960年4月，梁栋材回国后，和中国科学院计算技术研究所的科研人员一起展开计算程序研究，在中国自行建造的104电子管计算机的基础上，建立了第一套用于小分子结构分析的计算程序，并且运用这套程序成功测定了一批有机化合物的晶体结构，为中国小分子单晶结构分析的发展和生物大分子晶体结构研究奠定了重要基础。
1965年年底，中国科学院选派梁栋材到英国学习，成为中国首个接触并且进入蛋白质晶体学研究领域的研究者。梁栋材起初在英国皇家研究所学习，之后转到牛津大学跟随著名晶体学家、胰岛素结构研究的创始人多萝西·霍奇金学习。
1967年年初回到中国后，梁栋材在聂荣臻元帅的支持下同其他的研究者一起组建了“北京胰岛素晶体结构研究协作组”，并且在1969年年底成功地解出胰岛素高分辨率结构，完成了2.5埃分辨率的猪胰岛素晶体结构的测定，使中国正式跨入了国际蛋白质晶体学的研究行列。1970年，因文化大革命，梁栋材从北京调到在广东的中国科学院南海海洋所工作。
1983年，梁栋材成为中国科学院生物物理所第二任所长。1986年，梁栋材出任国家自然科学基金委员会副主任。1989年，梁栋材和邹承鲁、杨福愉一起倡议成立了生物大分子国家重点实验室，并且出任副主任。
作为科技界的中国共产党党员，梁栋材先后当选中国共产党第十二届中央委员会候补委员、第十三届和第十四届中央委员。

## 家庭
梁栋材的妻子在1995年病逝，有2个儿子。

## 奖项荣誉
- 1980年，中国科学院院士（学部委员）。[3]1985年当选为世界科学院院士。
- 1982年，国家自然科学二等奖。
- 1989年，国家自然科学二等奖。
- 1987年，中国科学院自然科学一等奖。
- 1986年、1992年，中国科学院自然科学二等奖。
- 1992年，首届王丹萍科学奖金。
- 1995年，何梁何利科学与技术进步奖。
- 2004年，北京市科学技术奖一等奖。
- 2009年，首届贝时璋奖。